# اكسر الجليد
«اكسر الجليد» أو «بريك ذا آيس» (بالإنجليزية: "Break the Ice")‏ هي أغنية للمغنية الأمريكية بريتني سبيرز، من ألبومها الخامس تعتيم. أصدرت تسجيلات جايف الأغنية كثالث وآخر أغنية منفردة من الألبوم في 4 مارس 2008.
كان مخططاً أن تصدر أغنية «رادار» كالأغنية المنفردة الثالثة من الألبوم، ولكن صدرت «بريك ذا آيس» بدلاً عنها بعدما فازت الأغنية بالتصويت الذي أقامته صفحة سبيرز على الإنترنت بنسبة 39%. موسيقياً هي أغنية ريذم آند بلوز مع وحي من موسيقى الكرانك، وكلماتها تتحدث عن الانجذاب بين شخصين. أعجبت النقاد واعتبروها أغنية مهمة وقوية من الألبوم.
أخذت الأغنية نجاحاً معتدلاً ووصلت قوائم أفضل 10 أغانِ في بلجيكا، كندا، فنلندا والسويد. وأفضل 40 أغنية في أستراليا، نيوزيلندا وعدة دول أوروبية. في الولايات المتحدة كانت في المركز 43 لأفضل 100 أغنية وتصدرت قائمة أفضل أغاني الرقص.
في الفيديو المرافق للأغنية تظهر «بطلة خارقة» مستوحاة من شخصية البطلة الخارقة في فيديو أغنية سبيرز «توكسيك»، يبدأ الفيديو بالبطلة مرتدية بذلة سوداء قصيرة، وجزمة سوداء ذات كعب مرتفع، تقف على سطح مدينة مستقبلية. بينما يبدأ المقطع الأول، تخترق البطلة منشأة للاختبارات، تتقاتل مع حراس مسلحين. ثم تصل إلى مختبر عالي الحماية وتمشي بينما تكون هناك مستنسخين في شرانق سائلة. تتجه إلى نسيختها، تقبلها، ثم تزرع قنبلة على الحوض. ينفجر المبنى برمته، وتقفز سبيرز. ينتهي الفيديو بعبارة «يتبع...».
أدت سبيرز الأغنية لأول مرة في عرضها المحلي «بريتني: قطعة مني» عام 2013.

## الوصلات الخارجية
- فيديو كليب "اكسر الجليد" على يوتيوب